# Билино Полє
«Билино Полє» (босн. і хорв. Bilino Polje, серб. Билино Поље) — футбольний стадіон у місті Зениця у Боснії та Герцеговині. Домашня арена клубу «Челік» та один із двох стадіонів збірної Боснії та Герцеговини.

## Історія
Стадіон був побудований і відкритий у 1972 році. Того ж року арена зібрала рекордну відвідуваність — 35 000 осіб на фіналі Кубка Митропи проти «Фіорентини», 4 жовтня 1972 року. На новому на той момент стадіоні «Челік» здобув перемогу з рахунком 1:0 і став володарем кубка. Також на стадіоні провела два матчі збірна Югославії — 17 квітня 1974 року програла в товариській грі збірній СРСР 0:1, а 27 березня 1985 року в грі відбору на чемпіонат світу 1986 року обіграла Люксембург 1:0.
Після появи незалежної Боснії і Герцеговини, стадіон став одним з місць проведень матчів новоствореної збірної Боснії та Герцеговини, яка провела тут перший домашній товариський матчу в історії проти Албанії 24 квітня 1996 року, що закінчився з рахунком 0:0. Потім протягом майже протягом 4 років матчі збірної в Зениці не проводилися.
Наступна гра збірної на «Билиному Полі» відбулася лише 29 березня 2000 року. Ця зустріч була також товариською, суперником боснійців цього разу стала збірна Македонії. Матч закінчився з рахунком 1:0 на користь господарів.
Стадіон вважався «проклятим» для інших збірних, оскільки боснійська збірна не програвала на «Билиному Полі» у період із квітня 1996 року до жовтня 2006 року у 15 іграх поспіль, доки не поступилася Угорщині у відбірковому матчі на Євро-2008.

## Галерея

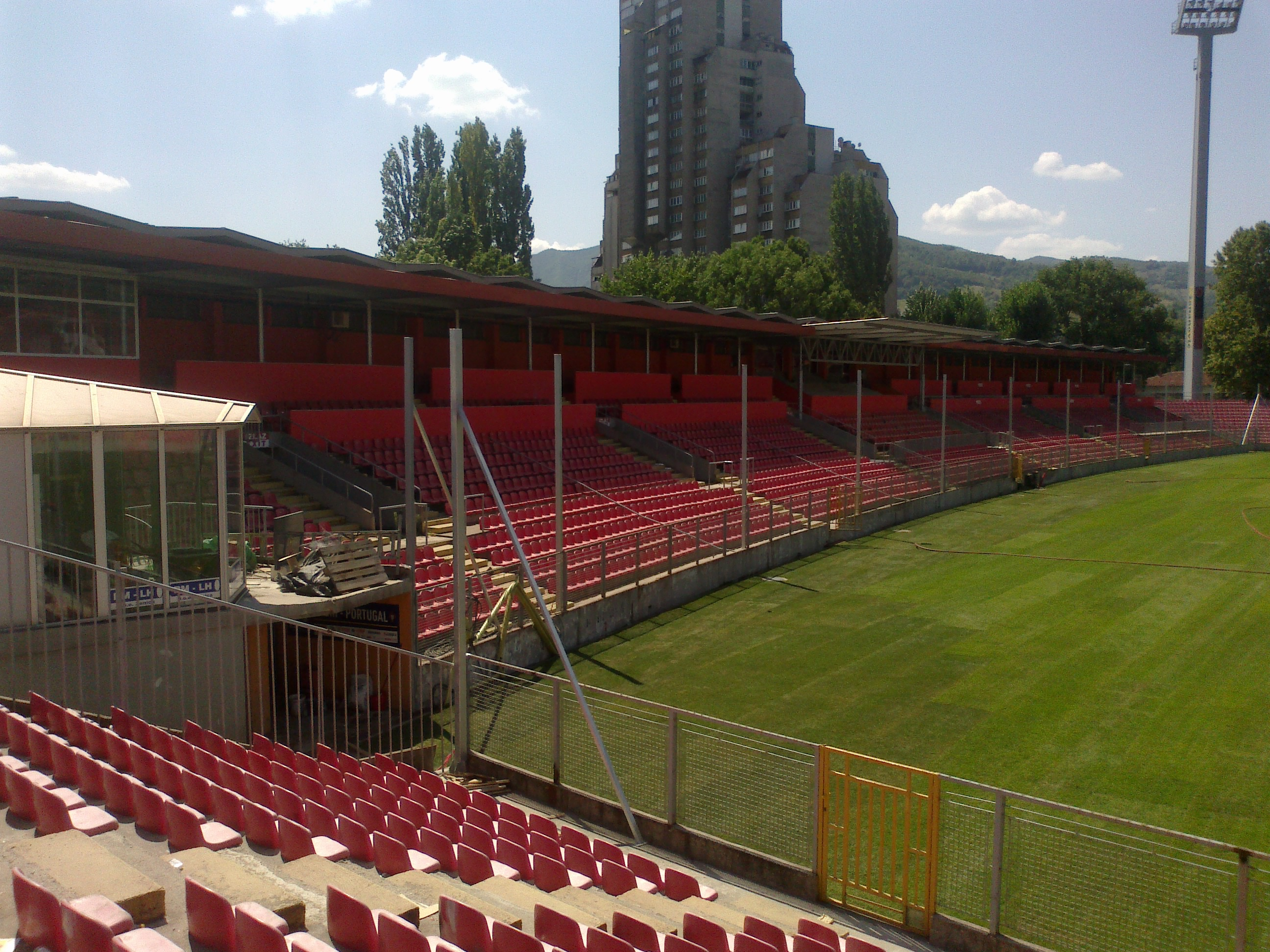
Східна трибуна
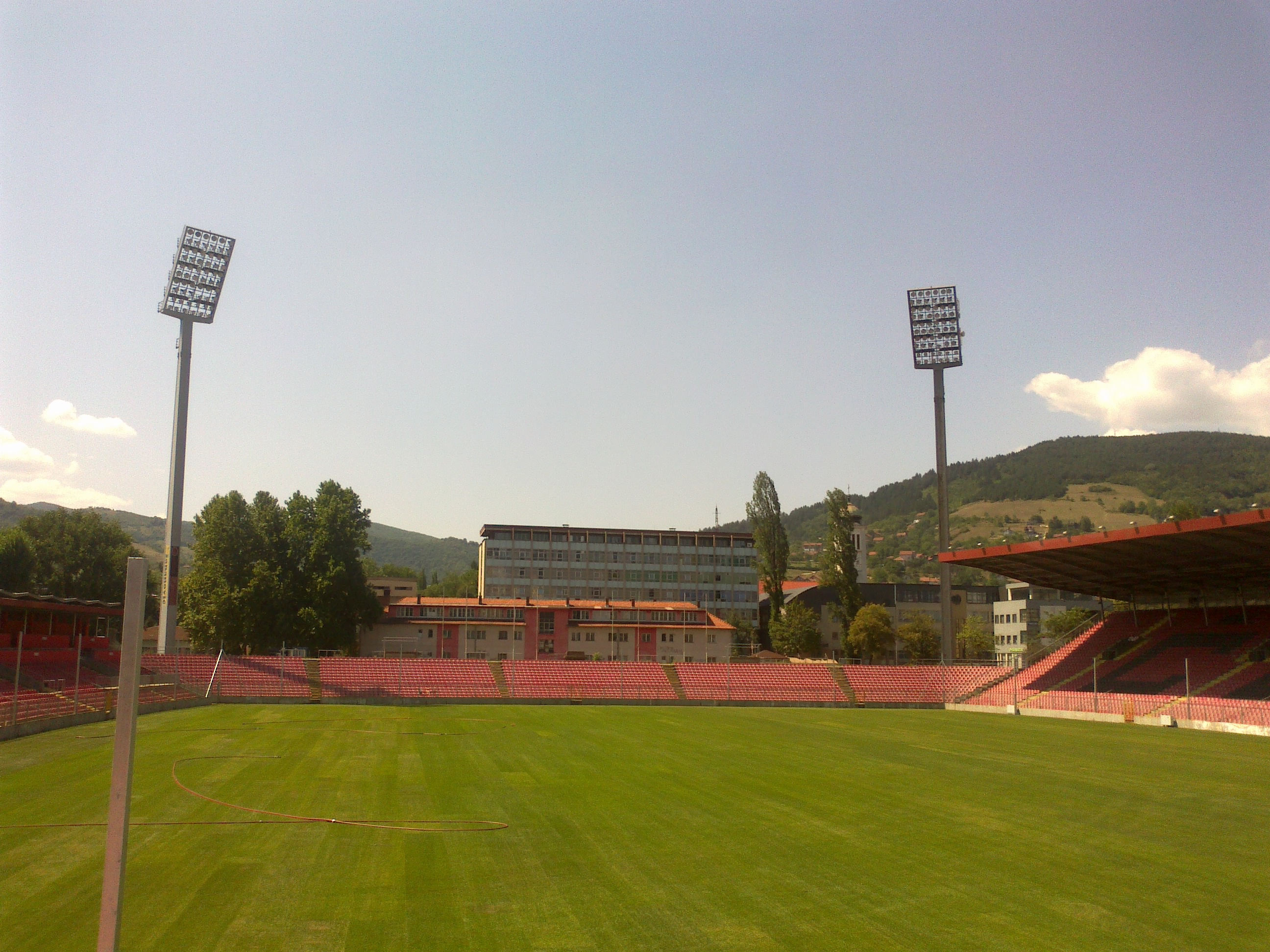
Південна трибуна
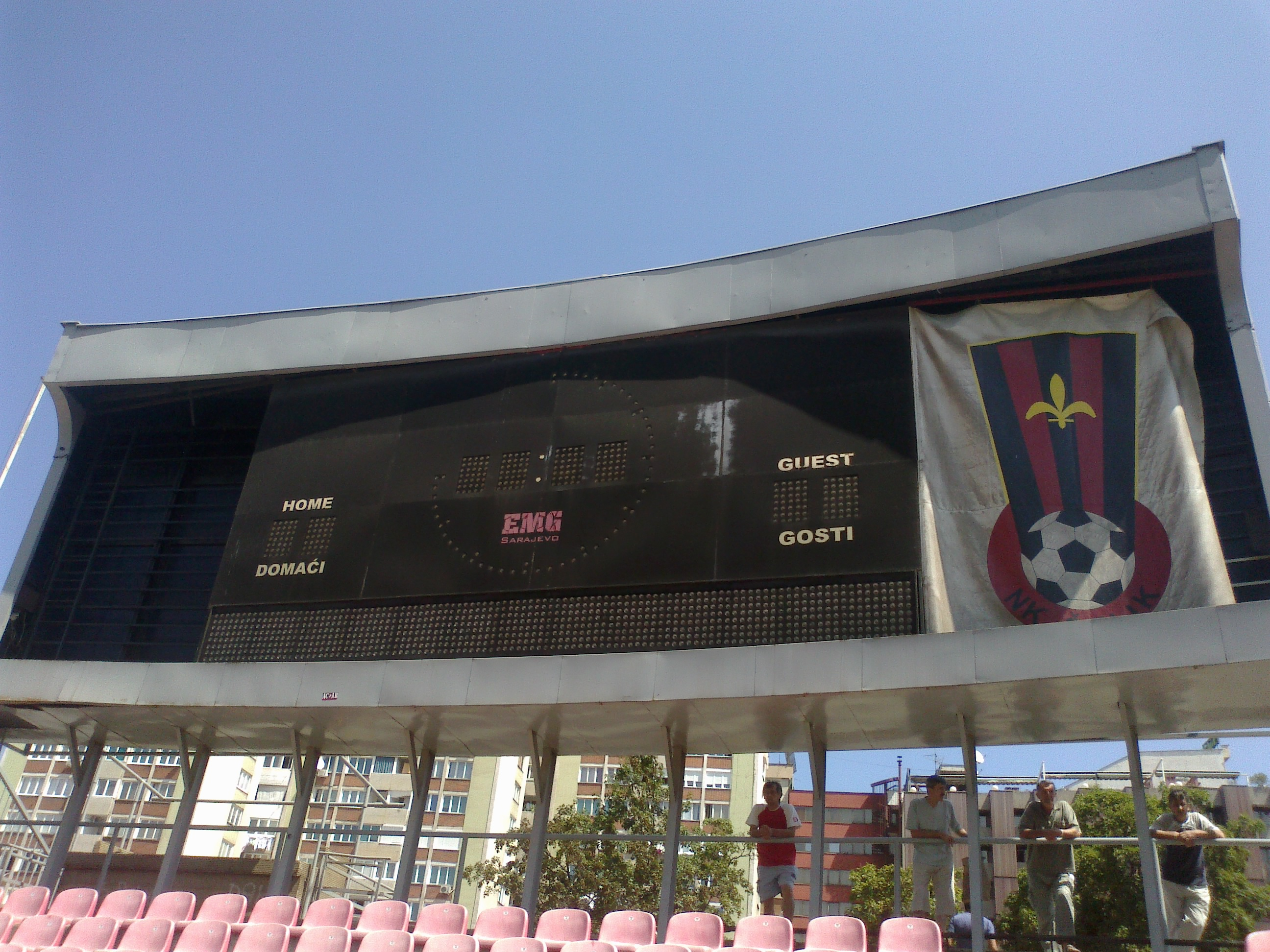
Табло на північній трибуні
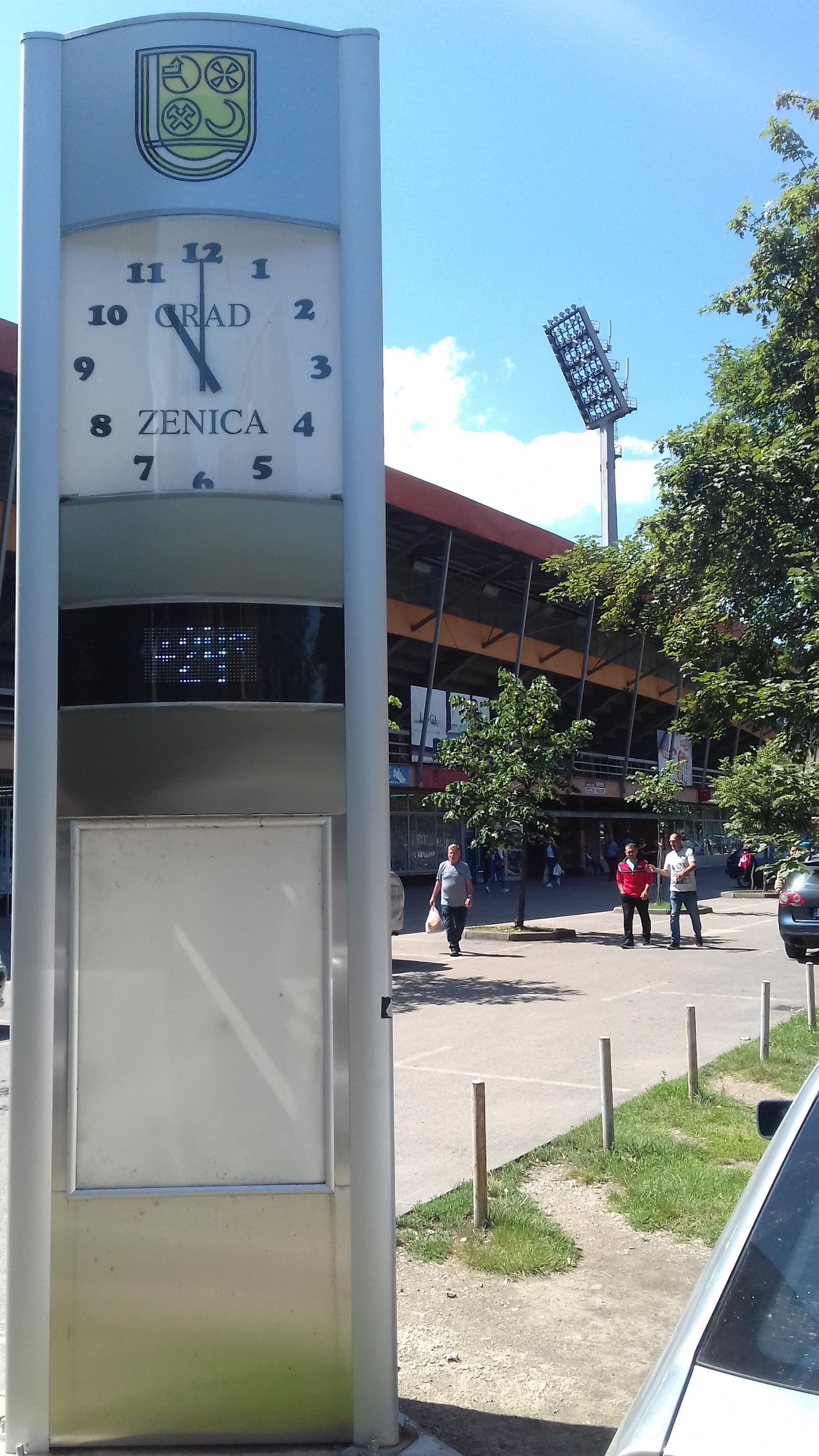
Зовнішній вигляд